# Betonning

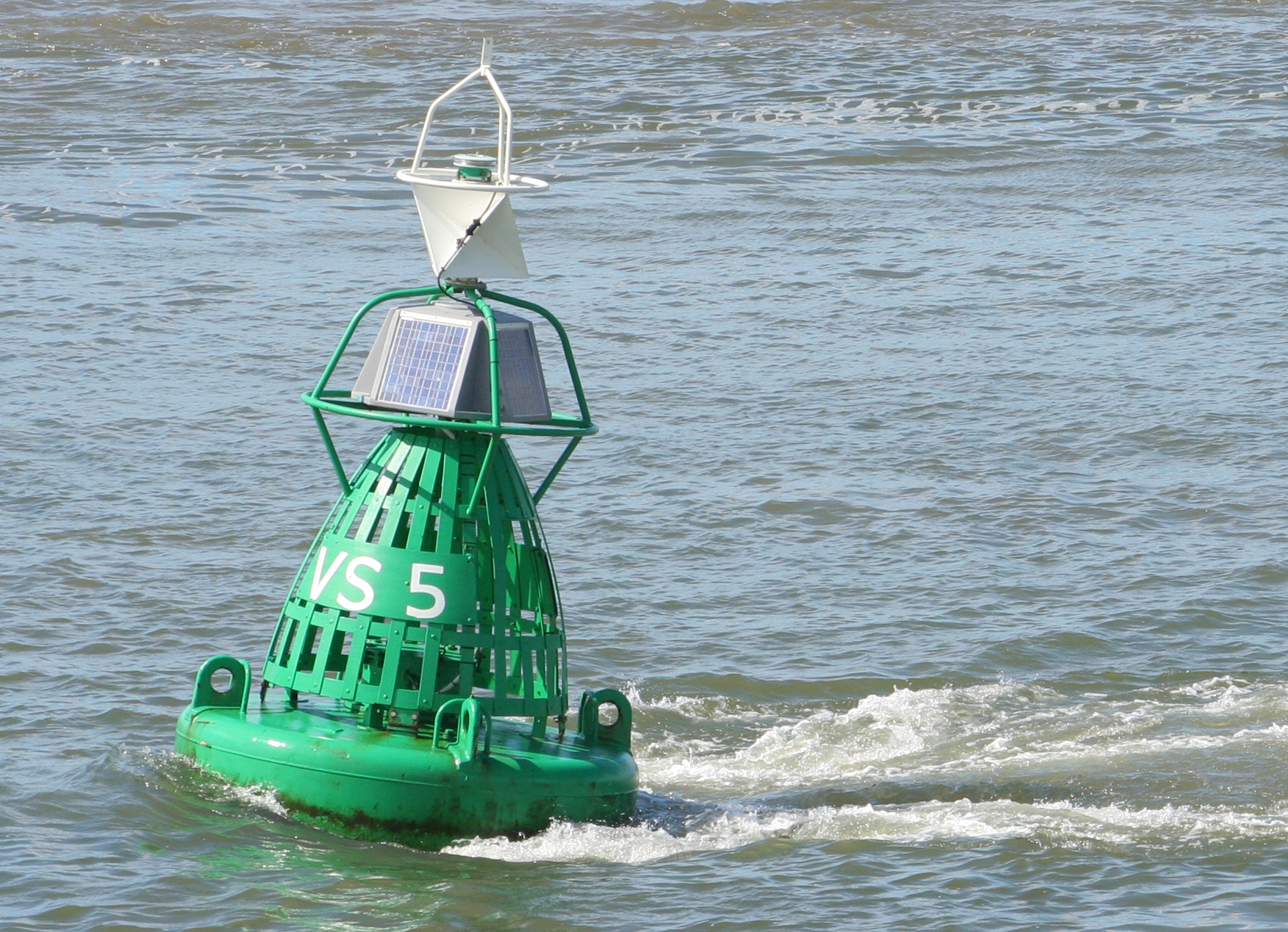
Boei VS5 in de Vliestroom bij Vlieland

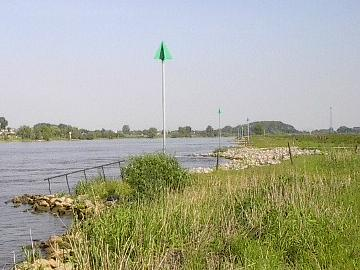
Groen baken langs de IJssel bij Hattem

Betonning is het met behulp van markeringen aangeven van vaarwegen in relatief ondiep water. Dit gebeurt door het plaatsen van tonnen, boeien en bakens. De wijze waarop dit gebeurt, is internationaal vastgelegd door de IALA in het IALA Maritiem Betonningsstelsel en binnen Europa door de SIGNI voor binnenwateren.
Het verschil tussen SIGNI en IALA betonning is de richting. De Signi betonning wordt gelegd uit de richting van de bron van de rivier naar de zee. Dus met de rug naar de bron, daarbij komt dan dat de rechteroever ROOD en de linkeroever GROEN is gekleurd.
Bij IALA wordt de betonning richting aangegeven met een pijl met twee cirkels erbij. Hierbij wordt de rechterzijde van het vaarwater GROEN en de linkerzijde van het vaarwater ROOD gekleurd, gezien de betonningsrichting.
Bakens worden vooral gebruikt voor de markering van kleine ondiepe vaarwateren. Drijfbakens kunnen stomp of spits zijn. Kopbakens zijn in de grond gestoken, net als steekbakens, wat gewoon takken zijn.
Tonnen zijn er spitsvormig, bolvormig en stomp, mogelijk met een topteken. Ze zijn er in zes verschillende groottes. Daarnaast zijn er de sparboei en de pilaarboei.
Betonning wordt vaak geplaatst met speciale vaartuigen die voor dit doel zijn uitgerust: betonningsvaartuigen.

## Verhoging waarneembaarheid
Voor bijzondere omstandigheden, zoals 's nachts en met mist, kunnen tonnen voorzien zijn van lichten (lichtboei), sirenes (brulboei) of een bel (belboei). Bovendien is op veel tonnen een radarreflector aangebracht zodat ze op de radar beter zichtbaar zijn.
Voor de verlichting worden tegenwoordig vaak zonnecellen toegepast. In het verleden werden tonnen gevuld met vloeibaar propaangas, waarop de verlichting tot wel een jaar kon branden. Daarna werd de ton opgehaald om aan de wal opnieuw te worden gevuld. Net als bij vuurtorens hebben de lichten op de boeien een verschillend knipperpatroon (karakter) om ze in het donker van elkaar te kunnen onderscheiden. Voor het vergroten van de herkenbaarheid overdag hebben sommige boeien ook een dagmerk of topteken.

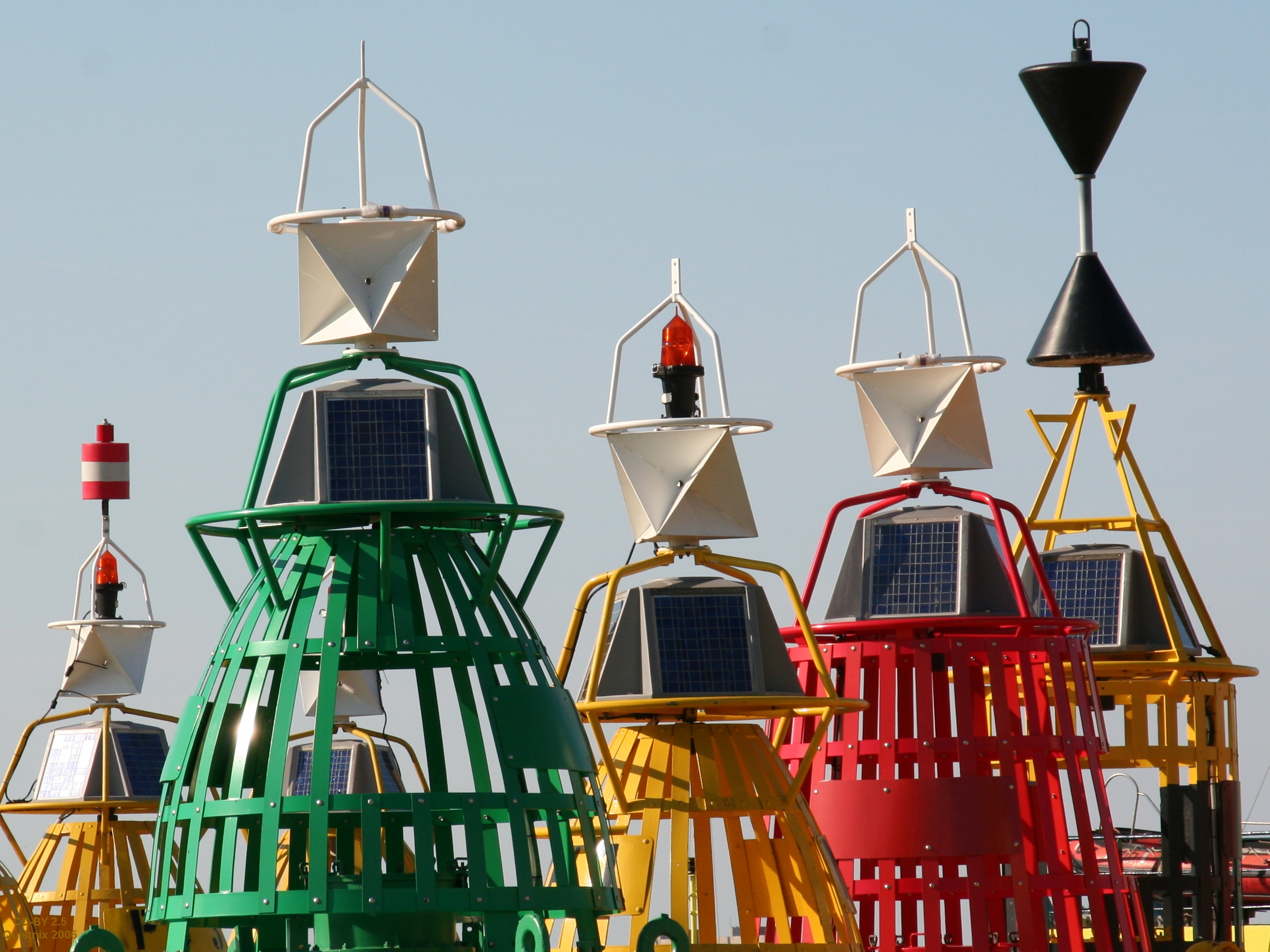
Diverse tonnen (waarvan een met dagmerk)
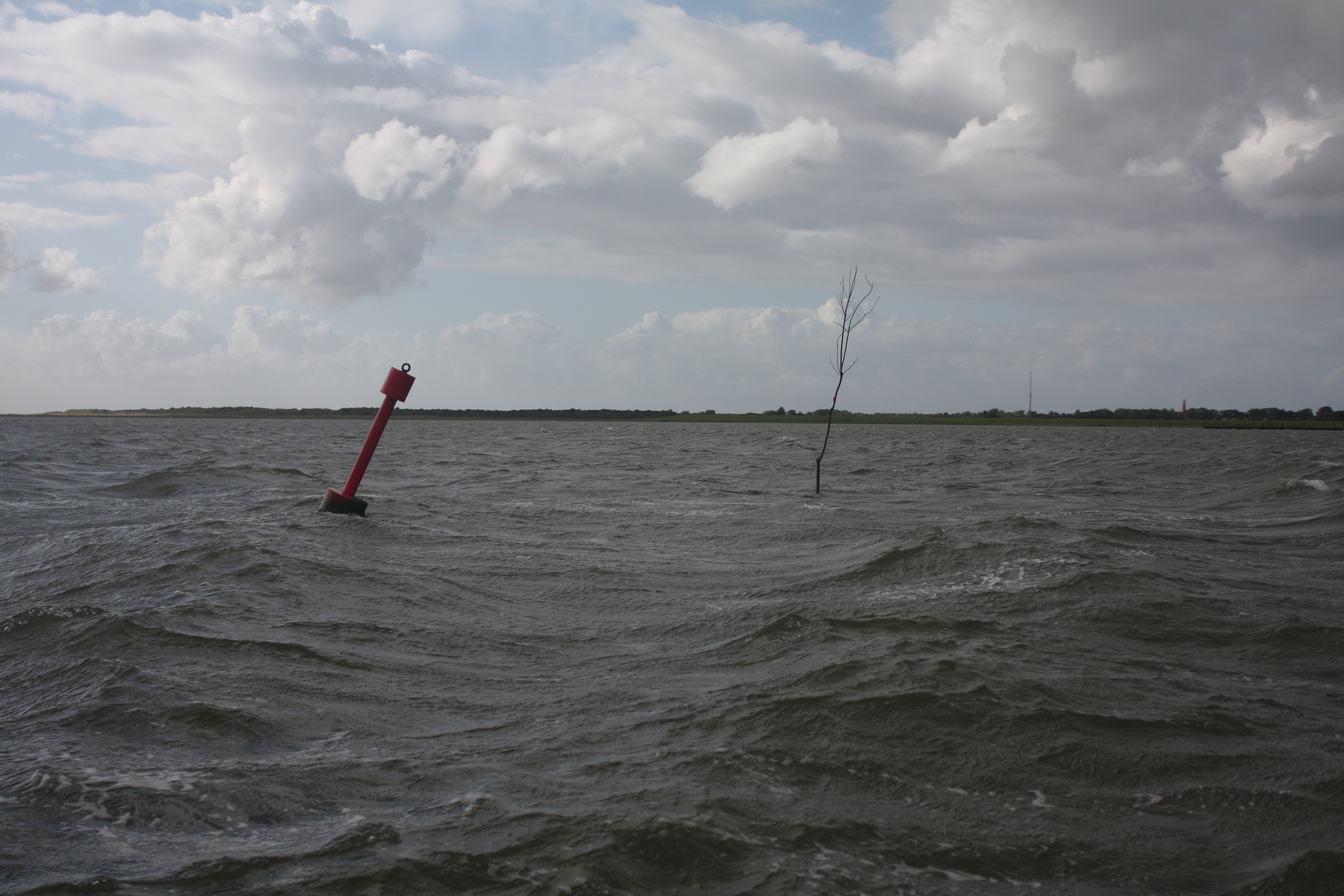
Steekbaken of staak (rechts) en vervangende kleine ton in de vaargeul bij Schiermonnikoog
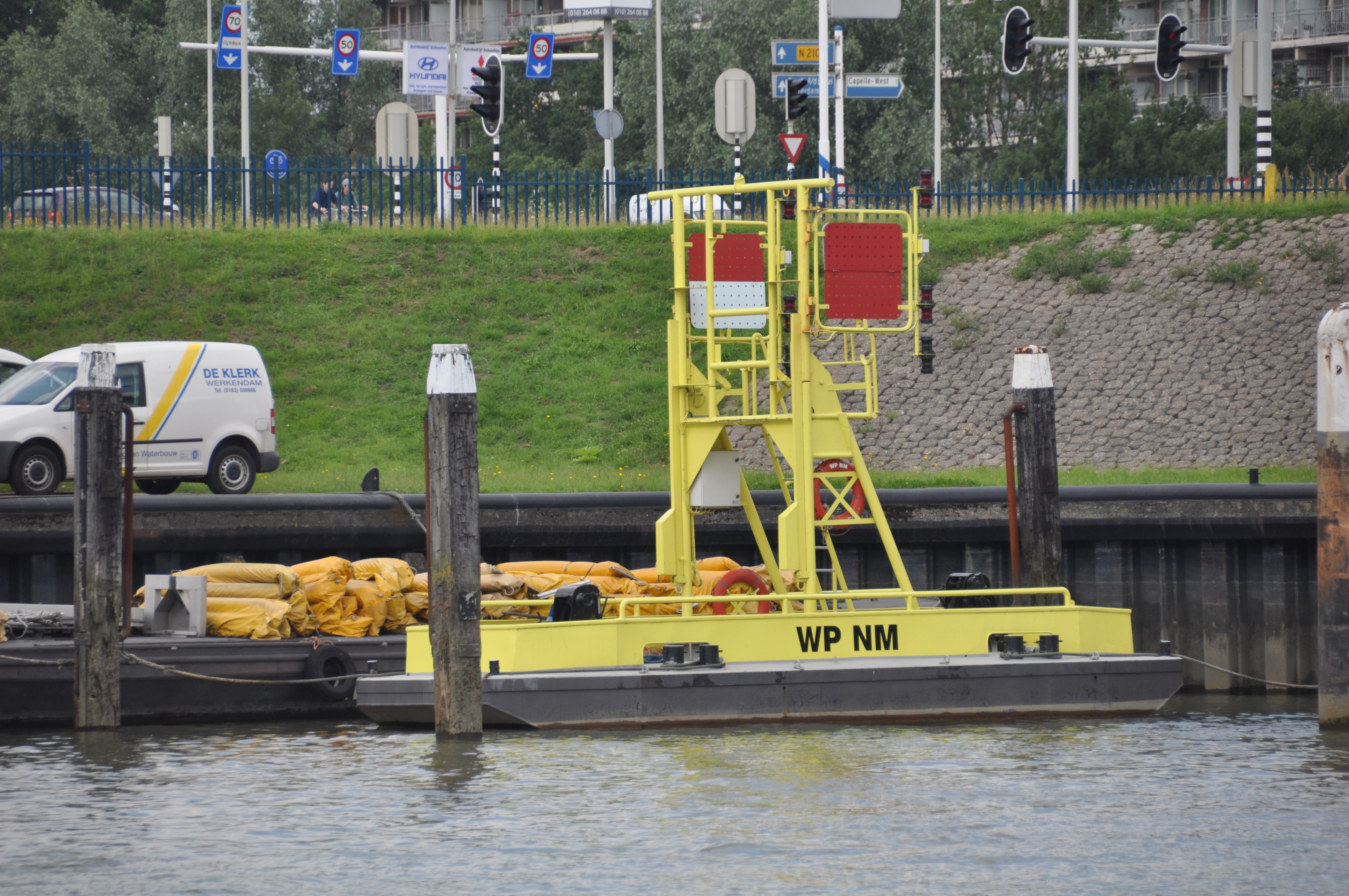
Een wrakkenscheepje bij de Algerabrug
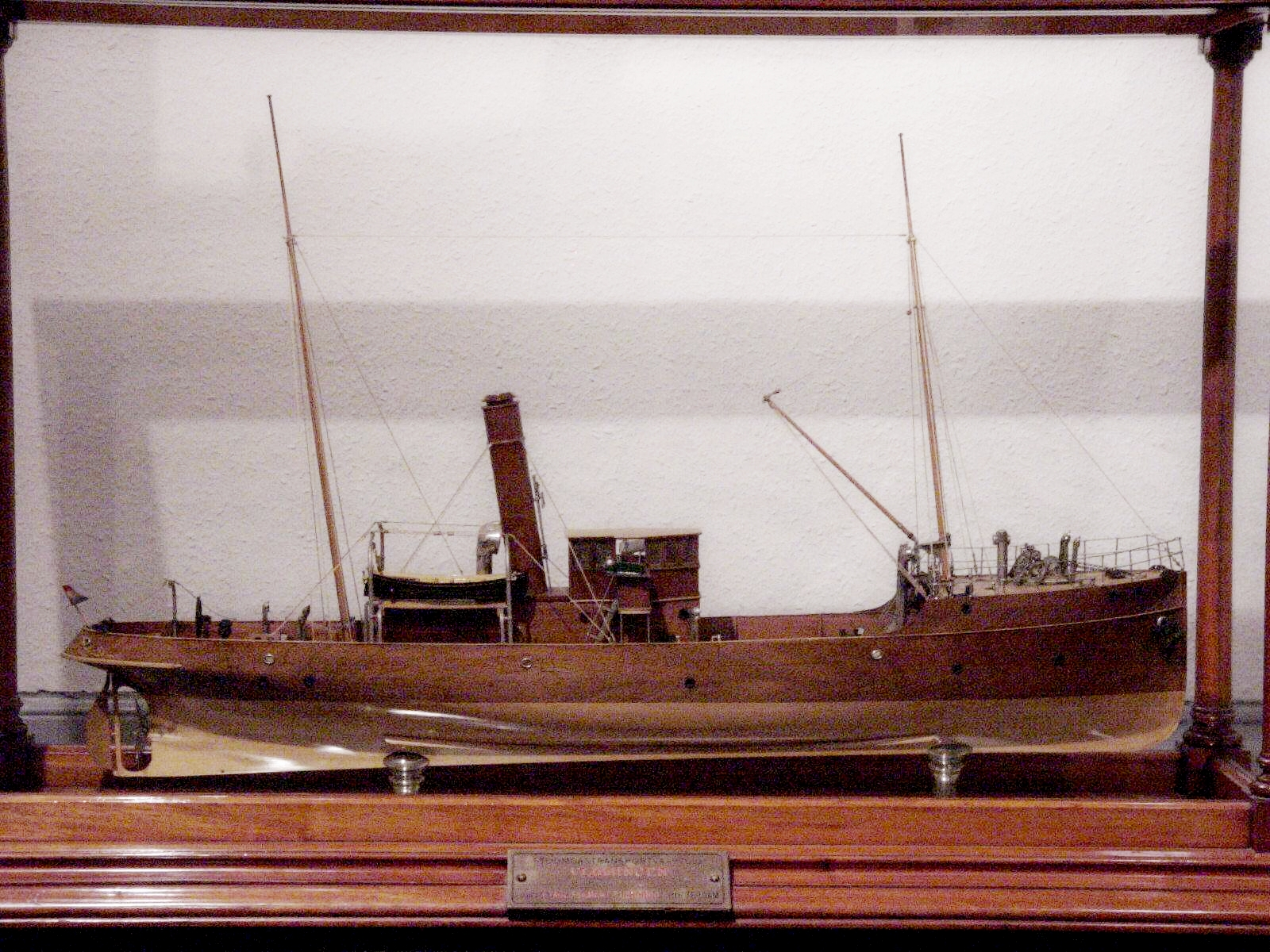
Model van gastransportschip Vlissingen waarmee lichtboeien werden gevuld. Afbeelding & collectie: Zeeuws maritiem muZEEum